# 池袋暴走事故 (2014年)
池袋暴走事故（いけぶくろぼうそうじこ）とは、2014年（平成26年）6月24日に東京都豊島区南池袋で発生した交通事故。脱法ドラッグ（危険ドラッグ）を吸った男（当時37歳）の運転する乗用車が歩道を暴走、男女7人を死傷させた。
「脱法ドラッグ」の危険性が強く認知され、「危険ドラッグ」の呼称が生まれるきっかけとなった。

## 概要
2014年（平成26年）6月24日午後7時55分頃、池袋駅西口付近の路上で、暴走したRV（2代目日産・エクストレイル）が歩行者に突っ込み次々にはねた。これにより中国人の飲食店店員の女性が死亡、6人が重軽傷を負った。RVを暴走させた男は脱法ハーブを吸った直後に運転し、意識が朦朧とした状態で事故を起こした。男は自動車運転処罰法違反で現行犯逮捕され、また逮捕時にはよだれを垂らしていた。
捜査の結果、男の車内で発見された植物片から合成カンナビノイドの一種である5F-AMBとAB-CHMINACAが検出された。これらは当時は法律の規制にかからない「脱法ドラッグ」だったが、この事件が契機となって同年7月15日に指定薬物に指定する省令が交付され、7月25日に施行された。

## 影響
東京都知事の舛添要一は6月30日の定例会見で、取り締まりを強化する考えを示した。豊島区では7月4日に区議会定例会で「違法ドラッグ・脱法ドラッグ撲滅都市宣言」が全会一致で可決された。この宣言では、違法ドラッグ・脱法ドラッグを許さないと明記し、このような事故を二度と繰り返さないという意思が表明された。7月5日には事故現場の近くで違法ドラッグの撲滅を訴える集会が行われ、約1000人の参加者が集まった。集会には厚生労働大臣田村憲久も参加し、死亡した女性を悼み、献花が行われ、道行く人にも違法ドラッグの撲滅が呼びかけられた。
危険ドラッグについて、以前は「脱法ドラッグ」と呼ばれていたが、脱法ドラッグの危険性がこの事故で大きく取り上げられ、危険ドラッグへと呼称が改められるきっかけとなったといわれている。また事故後、受けて国の法改正だけでなく独自に条例を制定する自治体も増え、都内の危険ドラッグ販売店の数は、2014年7月の時点では68店舗あったが、2015年6月24日現在は2店舗に減少した（ただし、警視庁は「『合法ハーブ』と称してインターネットを通じて販売する店があり、危険ドラッグの乱用者は後を絶たない」と述べている）。

## 裁判
男は2003年11月25日、貸金業法違反（無登録営業）と出資の受入れ、預り金及び金利等の取締りに関する法律（出資法）違反（高金利）容疑で逮捕されたことがあった。
男は自動車の運転により人を死傷させる行為等の処罰に関する法律（自動車運転処罰法）違反の罪で起訴され、男は被告人質問で「事件前に吸ったドラッグは初めて買った種類のもので、意識を失うような効果があるとは考えていなかった」と主張、弁護側も2015年11月20日の論告求刑公判で、「被告はドラッグの効果について認識していなかった。初めて購入したものなので試しに車の中で2、3口吸ったら気分が悪くなったので、ブレーキを踏み込んだ。被告人は周囲からは『温厚で優しく愛される人物』と評価されている」と主張し、被害者およびその遺族全員と示談が成立していることも挙げ、情状酌量を求めた。
東京地方検察庁は同日、「過去に一緒に危険ドラッグを吸った友人が、気分が悪くなる姿を見たことがあり、近年はニュースなどで危険ドラッグによる事故が何度も報じられていることからも、吸引すれば運転に支障が出ることを知らなかったとは、到底考えられない」「強い常習性があり、同様の事故が今後再発しないためにも、厳しい処罰が必要」と主張し、示談についても「損害保険会社の努力だ」と一蹴、懲役10年を求刑した。男は「私の浅はかな行動で被害を与えてしまったことは申し訳なく思います。深く反省し、心よりお詫び申し上げます」と謝罪。
2016年1月15日、東京地方裁判所は「制御を失った車は走る凶器と化した。極めて危険で悪質な犯行だ」と指摘、懲役8年の判決を下した。2016年6月8日、東京高等裁判所は地裁判決を支持し、被告側の控訴を棄却した。